# COUNTDOWN (HYDEの曲)
「COUNTDOWN」（カウントダウン）は、日本のロックバンド・L'Arc〜en〜Cielのボーカリストで、シンガーソングライターであるHYDEの6作目のシングル。2005年10月5日発売。発売元はKi/oon Records内に設立した自身の主宰レーベル、HAUNTED RECORDS。

## 解説
アルバム『666』以来1年10ヶ月ぶりとなる新譜で、前作「HORIZON」以来約2年ぶりとなるシングル。
HYDEは2004年2月から3月にかけてソロ名義として初のライヴツアー「2004 FIRST TOUR 666」を実施した後、本格的に活動が再開されたL'Arc〜en〜Cielでアルバム『SMILE』を引っ提げたツアーを行うことにしている。L'Arc〜en〜Cielの活動が1年間ほど休みなく続いたため、表立ったソロ活動は休止状態となっていた。そして2005年にL'Arc〜en〜Ciel名義で開催した初のアジアツアー「ASIALIVE 2005」を終えてから、HYDEは再びソロワークスを始めることにしている。余談だが、HYDEはバンド活動を主軸としていた期間中、2005年8月31日に歌手の中島美嘉へ自身初の楽曲提供を行っている。ちなみに提供した楽曲「GLAMOROUS SKY」（作詞：矢沢あい／作曲：HYDE）は、映画『NANA』の主題歌に使用されており、映画の大ヒットとともに大きな話題を呼んでいた。
本作の表題曲「COUNTDOWN」は、ヘヴィかつダイナミックなロックナンバーに仕上げられている。2003年発表のアルバム『666』に関連するリリースが、メロディアスで軽快なロックナンバーを表題曲に据えたシングル「HELLO」から始まっていたことを踏まえ、HYDEは「今回のソロはヘビーな曲で始まりたかった」と述べている。なお、表題曲は、本作発売の3日後の2005年10月8日に日本で公開された映画『ステルス』の日本語版テーマソングに使用されている。映画公開前に受けたインタビューの中で、HYDEは「自分が映画の音楽監督になったつもりで、どういう曲がエンディングに流れるとカッコ良いのかを考えて作りました」とコメントしている。また、共同プロデューサーのK.A.Zは、この曲の制作を振り返り「映画『ステルス』で使われたこともあって、戦闘機の振動やスパークするようなスピード感を出そうと思いましたね」と述べている。なお、HYDEはこの曲で、＜13.12.11.10.9..＞と英語でカウントダウンを読み上げている。数字のカウントを忌み数の＜13＞から始めた理由について、HYDEは「その数字自体が好きだから」と述べている。
カップリングには、表題曲の全英語詞バージョン「COUNTDOWN <US>」と、1stシングル「evergreen」の表題曲をバンドサウンドでリアレンジ・リレコーディングしたバージョン「EVERGREEN <DIST.>」の2曲が収録されている。なお、「EVERGREEN <DIST.>」は、2004年に開催したライヴツアー「2004 FIRST TOUR 666」で披露されていたが、HYDE曰く「前回のツアーからやっていてカッコ良かったから」という理由で、今回音源化に至ったという。ちなみにタイトルに付けられた<DIST.>は、「歪み」を意味する「distortion」の略称を意味している。
なお、本作に収録された楽曲の制作には、共同プロデューサー兼ギタリストとしてK.A.Z（Oblivion Dust、ex.Spin Aqua）が招聘されている。K.A.Zはアルバム『666』の制作では、共同プロデューサー兼HYDEのギターアドバイザーという立ち位置だったため、ギターを担当するのは今回が初のこととなった。なお、K.A.Zは、表題曲が収録されたアルバム『FAITH』の全曲でギターを弾いている。また、本作の制作ではベーシストとドラマーを海外から選定しており、クレイグ・アダムスとスコット・ギャレットがそれぞれ担当している。HYDEは本作発売当時に受けたインタビューの中で、今回海外のミュージシャンを招聘したことについて「日本で出来る限り海外のサウンドに近づける実験って感じで、ギター以外は外国人のメンバーに参加してもらいました。同じ国の人同士でも、それぞれ個性があるのはもちろんだけど、さらに国が違うと大きくサウンドが異なりましたね」と述べている。ちなみにクレイグとスコットは、HYDEが愛聴していたロックバンド、ザ・ミッションやザ・カルトに在籍していたミュージシャンである。さらに、レコーディング・エンジニアとして、ナイン・インチ・ネイルズやドープなどの作品の制作に参加していたシーン・ビーヴァンが招聘されている。
本作は、通常盤（12cmCD）の1形態でリリースされた。
発売初週となる2005年10月17日付のオリコン週間シングルチャートで6.4万枚を売り上げ、「HELLO」以来3度目の1位を獲得している。累計売上は9.2万枚である。

## 収録曲
| 全作詞・作曲: HYDE。 |                       |      |            |             |      |
| #                    | タイトル              | 作詞 | 作曲・編曲 | 編曲        | 時間 |
| 1.                   | 「COUNTDOWN」         | HYDE | HYDE       | HYDE, K.A.Z | 4:09 |
| 2.                   | 「COUNTDOWN <US>」    | HYDE | HYDE       | HYDE, K.A.Z | 4:10 |
| 3.                   | 「EVERGREEN <DIST.>」 | HYDE | HYDE       | HYDE, K.A.Z | 4:39 |

## タイアップ
COUNTDOWN
- ソニー・ピクチャーズ エンタテインメント配給映画『ステルス』日本語版テーマソング

## 参加ミュージシャン
COUNTDOWN
- HYDE：Vocal
- K.A.Z：Guitar, All Programming
- Scott Garrett：Drums
- Craig Adams：Bass
- 斎藤仁：Pre Production
- Anis：English Translation

EVERGREEN <DIST.>
- HYDE：Vocal
- K.A.Z：Guitar, All Programming
- Scott Garrett：Drums
- Craig Adams：Bass
- 斎藤仁：Pre Production
- Lynne Hobday：English Translation

## 収録アルバム
- 『FAITH』 (#1)
- 『HYDE』 (#1、#3)